# تيراف آيت أونزار (كتاوة)
تيراف آيت أونزار هي إحدى مشيخات المملكة المغربية، تتبع جغرافيا لإقليم زاكورة وإداريًا لكتاوة. يقدر عدد سكانها بـ 390 نسمة حسب الإحصاء الرسمي للسكان والسكنى لسنة 2004.